# Lil' Flip
Lil' Flip, född som Wesley Weston, Jr. den 3 mars 1981, är en amerikansk hiphop-artist från Houston, Texas. 